# Barbara Blomberg

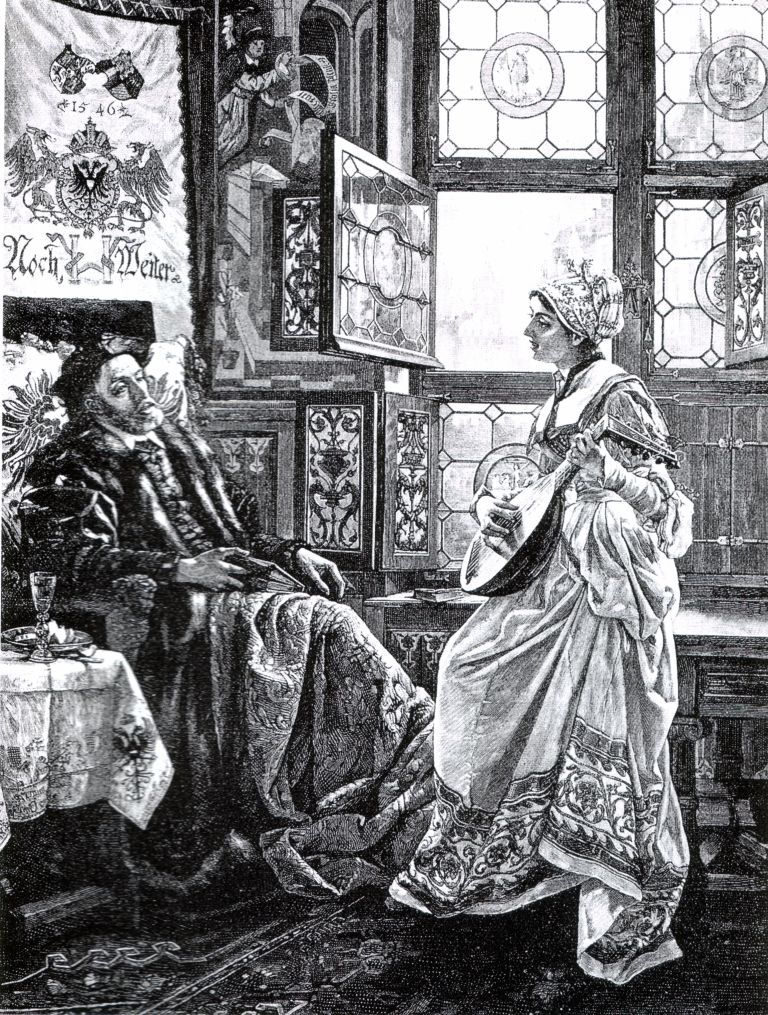
Barbara en Karel V

Barbara Blomberg (Regensburg, 1527 – Ambrosero, 18 december 1597) was kortstondig de maîtresse van keizer Karel V, van wie ze een zoon kreeg: Juan van Oostenrijk.

## Leven
Zij was de dochter van de metaalbewerker Wolfgang Blombergen en zijn vrouw Sibilla Lohman. Anders dan soms verondersteld, was ze geen zangeres, maar een keukenmeid in de herberg waar zij als 19-jarige tiener de 46-jarige keizer Karel V ontmoette, toen die in 1546 in Regensburg was om de Rijksdag bij te wonen. Blomberg beviel op 24 februari 1547 onder strenge geheimhouding van haar zoon, nota bene op de verjaardag van vader Karel. De jongen werd op driejarige leeftijd bij zijn moeder weggehaald en 'Jerónimo' kreeg zijn opvoeding in Spanje, bij pleegouders Luis de Quijada en Magdalena de Ulloa.
Kort nadat haar zoontje bij haar was weggehaald, trouwde Blomberg met Hieronymus Kegel, een regeringsambtenaar die onder andere verantwoordelijk was voor het materiaal voor de huurlingenlegers. Karel kende Kegel een jaarlijks pensioen van 100 florijnen toe, op voorwaarde dat hij zich in de Nederlanden zou vestigen in dienst van Maria van Hongarije. Het echtpaar ging in Brussel wonen en bracht er hun drie kinderen groot.
Na de dood van haar echtgenoot kreeg Blomberg, op initiatief van de hertog van Alva, een staatspensioen toegewezen namens Filips II, onder voorwaarde dat zij zich in een klooster zou terugtrekken, wat zij aanvankelijk weigerde. In 1576 ontmoette zij voor het eerst (en laatst) haar zoon Juan, die aan het Spaanse hof reeds een prominente plaats had verworven en nu aangesteld was als landvoogd der Nederlanden. Na deze ontmoeting besloot Blomberg alsnog naar Spanje af te reizen en in een klooster te treden.
Daags voor hij stierf bedacht keizer Karel Blomberg met zeshonderd gouden kronen uit zijn geheime kas, die hij ter hand liet stellen door Ogier Bogart. Na de dood van haar zoon stond Filips II toe dat zij mocht wonen waar zij wilde. Uiteindelijk betrok zij een huis in Ambrosero aan de Cantabrische kust, waar zij ook stierf.

## In de letteren
De kortstondige relatie heeft in de loop der eeuwen tot de verbeelding gesproken, hoewel Blomberg zeker niet de enige maîtresse was van Karel V (denk hierbij aan Johanna van der Gheynst die het leven schonk aan de landvoogdes Margaretha van Parma). In verschillende publicaties werd de romance gepresenteerd, hoewel het naar moderne begrippen niet meer was dan een onenightstand.
- 1837:  Patricio de la Escosura y Morrogh : Toneelstuk  Barbara Blomberg: drama en cuatro actos en verso.
- 1897: Georg Ebers:  Barbara Blomberg: ein historischer Roman.
- 1934: Alice Goldberger Liebling: Toneelstuk  An Emperor's Great Love (Barbara Blomberg).
- 1949: Carl Zuckmayer:  Toneelstuk Barbara Blomberg: ein Stück in drei Akten.
- 1953: Heinz Schauwecker: Die Sternenstunde der Barbara Blomberg: Novelle um die Geburt des Don Juan d'Austria.
- 1999: Teresa Alvarez: La pasión última de Carlos V.

## Gedenkplaat

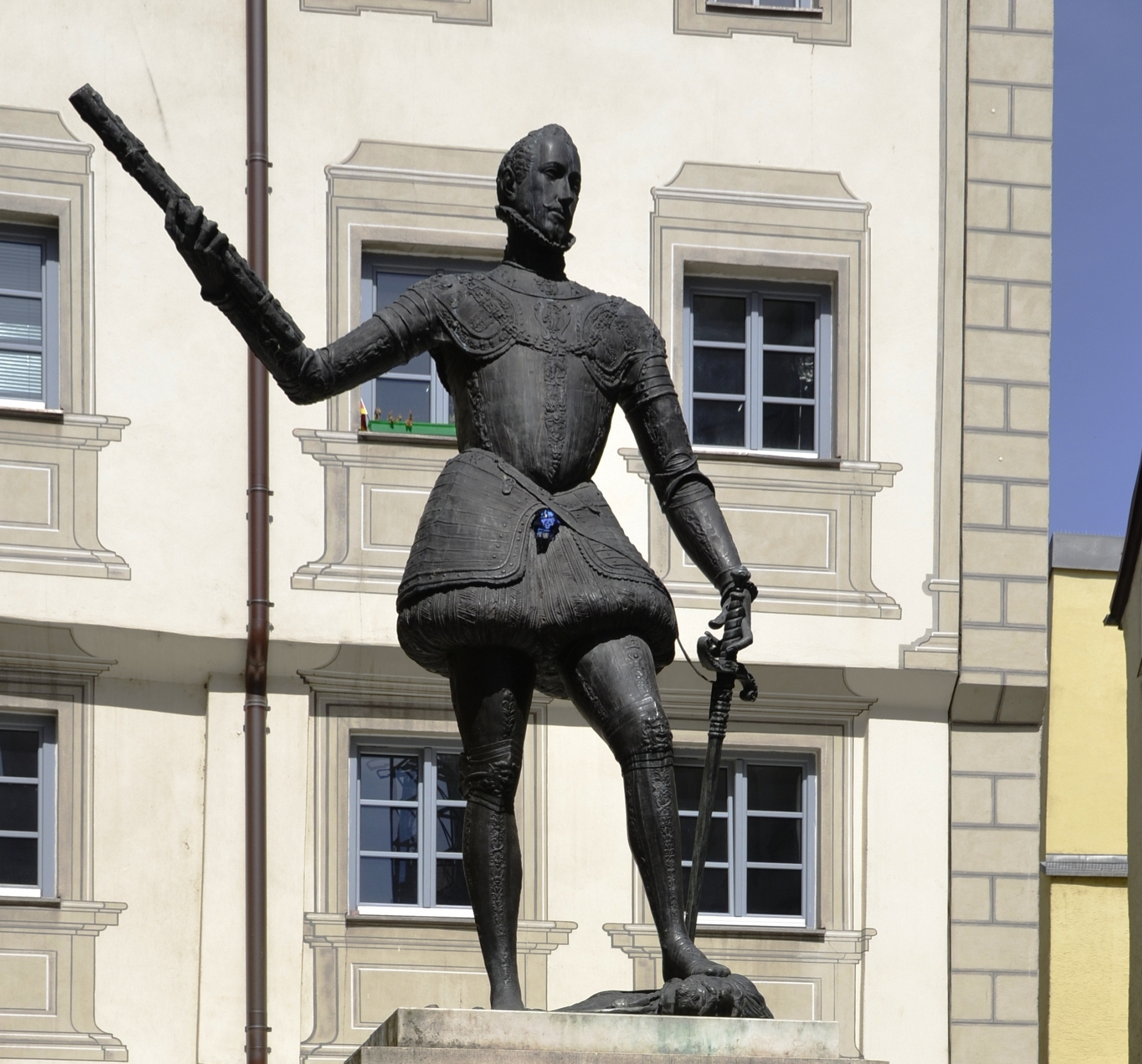
Standbeeld van Don Juan in Regensburg

Op de gevel van de herberg Zum Goldenen Kreuz in Regensburg, waar de geheime ontmoeting tussen Karel V en Blomberg zou hebben plaatsgevonden, herinnert een plaquette nog aan deze gebeurtenis.
In diesem haus von alter Art
Hat offt geruet nach langer fahrt
Herr KAYSER CARL DER FÜNFFT genandt
In aller Welt gar wohl bekannt
Der hat auch hie zu gueter stundt
Geküsset einer jungfraw mundt
Dann draus erwuchs dem Vatter gleich
Der DON JUAN VON OESTERREICH
Der bei LEPANTO in der Schlacht
Vernichtet hat der Türckhen Macht
Der HERR vergellts ihm allezeit
So ietzt wie auch in Ewigkeit
Naast de idyllische ontmoeting wordt hierbij ook herinnerd aan de Slag bij Lepanto, een zeeslag die door Blombergs zoon gewonnen werd. Ter ere van Don Juan werd een standbeeld opgericht.